# Ivan Semjonovič Poljakov
Ivan Semjonovič Poljakov (rusky Иван Семёнович Поляков, 12. června 1845 Novocuruchajtuj – 5. dubna 1887 Petrohrad) byl ruský zoolog a etnograf.
Jeho otec byl příslušníkem Zabajkalského kozáckého vojska, matka byla Burjatka. Již jako školák byl průvodcem lékaře a cestovatele Nikolaje Ivanoviče Kašina při jeho výzkumu sibiřské přírody. V dospělosti učil na vojenské škole a v roce 1866 se zúčastnil výpravy do oblasti Jabloňovém hřbetu, kterou vedl Petr Kropotkin. Kropotkin pak zařídil Poljakovovi možnost studovat na Petrohradské státní univerzitě, kterou dokončil v roce 1874.
Při pobytu v Petrohradě byl zatčen a obviněn z podpory narodnictví, po přímluvě vědeckých kolegů byl propuštěn. Podnikl pak studijní cestu do Švédska, Dánska a Německa a dostal práci v zoologickém muzeu Ruské akademie věd. Vědecky hodnotné byly jeho expedice do Oloněcké gubernie, k jezeru Balchaš a na Sachalin. Proslavil se nálezy paleolitických lidí v Kosťonkách u Voroněže a v roce 1881 jako první vědecky popsal koně Převalského. Získal zlatou medaili Ruské geografické společnosti.